# Normanton on Soar
 (juillet 2023).
Normanton on Soar est une paroisse civile et un village du Nottinghamshire, en Angleterre.